# Word Error Rate
Word Error Rate (WER) és una mesura utilitzada habitualment en l'avaluació de sistemes de reconeixement de la parla o de traducció automàtica.
Calcula el nombre mínim d'insercions, esborrats i substitucions d'una paraula per una altra, necessaris per transformar una frase en una altra. Aquesta mesura es basa en la distància d'edició o de Levensthein, amb l'excepció que aquesta última es calcula a nivell de lletra i WER ho fa a nivell de paraula.
En tasques tant de traducció automàtica com de reconeixement de la parla, es calcula WER entre la frase generada pel sistema i una frase de referència correcta.
{\displaystyle WER={\frac {S+B+I}{N}}}
on
- S és el nombre de substitucions,
- B és el nombre d'esborrats,
- I és el nombre d'insercions,
- N és el nombre de paraules que té la frase de referència.

Per trobar el valor mínim de WER entre dos frases s'utilitza un algorisme de programació dinàmica.
Si considerem que {\displaystyle t_{1},t_{2}...,t_{n}} són les primeres {\displaystyle i} paraules de la frase generada i {\displaystyle r_{1},r_{2}...r_{n}} les {\displaystyle r} primeres de la frase de referència: 
{\displaystyle WER(i,j)=\min {\begin{cases}WER(i-1,j)+1\\WER(i,j-1)+1\\WER(i-1,j-1)+\Delta (i,j)\end{cases}}}
on {\displaystyle \Delta (i,j)} és 1 si les paraules {\displaystyle t_{i}} i {\displaystyle r_{j}} són diferents i 0 si són iguals.